# Гран-при Софи Гос
Гран-при Софи Гос (нидерл. Grote Prijs Sofie Goos) — шоссейная однодневная велогонка, проходившая по территории Бельгии с 2016 по 2019 год.

## История
История гонки уходит к 1993 году когда в городе Боргерхауте была создана мужская гонка и возобновившиеся после перерыва из-за второй мировой войны  в 1950 году. Однако в 1973 году она прекратила своё существование из-за нехватки сотрудников и бюджета. В 2000-х годах были предприняты две попытки возродить гонку. Сначала в 2000 году с любителями, а в 2008 году с женской элитой.
В 2015 году жители Боргерхаута, на тот момент уже ставшего одним из районов Антверпена, выступили с инициативой возродить гонку. В итоге в 2016 году была создана данная женская гонка под названием Гран-при Боргерхаут (нидерл. Grote Prijs Borgerhout) и изначально проводилась в рамках национального календаря.
Через два года, в 2017, гонка была переименована в Гран-при Софи Гос (нидерл. Grote Prijs Sofie Goos) в честь бельгийской триатлонистки Софи Гос, чтобы ещё больше повысить уровень соревнования.
В 2018 году на один сезон вошла в Женский мировой шоссейный календарь UCI и календарь женского Кубка Бельгии. И в 2019 году снова вернулась на национальный уровень.
Маршрут гонки представлял собой круг проложенный по трём районах Антверпена: Боргерхауту, Берхему и Дёрне в окрестностях парка Te Boelaerpark и местного аэропорта который преодолевали несколько раз. Общая протяжённость дистанции доходила до 110 км.

## Призёры
| Год  | Победитель       | Второй             | Третий           |
| ---- | ---------------- | ------------------ | ---------------- |
| 2016 | Флортье Макай    | Лаура Вайнионпаа   | Ева Ван Ден Борн |
| 2017 | Сара Энгельбрехт | Лаура Вайнионпаа   | Лоес Селс        |
| 2018 | Лорена Вибес     | Джейн ван дер Меер | Нгуен Тхи Тат    |
| 2019 | Даниэла Гасс     | Кайли Ватеррёс     | Марта Трёйен     |